# 美国的犯罪问题

1960年-2014年的每年每10万人中的暴力犯罪人数统计。资料来源：美国司法统计局。

1960年-2014年的每年每10万人中的财产犯罪人数统计。资料来源：美国司法统计局。

美国联邦调查局和美国司法统计局每年都会发布美国犯罪数据统计，联邦调查局每年都会将各个执法机构的案件汇集起来，发布成《统一犯罪报告》。考虑到有些受害者不愿意报案，美国司法统计局每年还发布一份《全国犯罪受害者调查》，将犯罪案件（有些是没有向警方报案的）的受害情况统计出来。
根据美国司法部对犯罪案件受害者的统计，美国每年至少有660万犯罪案件（凶杀、强奸、抢劫、偷盗、蓄意伤害等）发生。根据联邦调查局的《统一犯罪报告》，美国在2012年有14,827人死于凶杀，有84,376人被强奸，另外根据联合国毒品和犯罪问题办公室的统计，2009年在美国死于谋杀的人有20%是被枪杀的。

## 以往的情况
美国的犯罪情况一直是美国人深切关注的问题。20世纪开始时，美国的犯罪率同西欧的部分地区相比过高。1916年时，芝加哥市记录在案的谋杀案有198起，那时芝加哥市的人口刚刚超过200万。这样犯罪率同同一时期美国别的城市相比并不显得高，但是同同时期欧洲的某些城市相比，就显得太高了，例如同一年英国的伦敦市有着芝加哥市3倍的人口，却只发生了45起谋杀案。
下表给出了1960年至2010年美国每10万人中的犯罪案件率：
| 各年的犯罪率   | 1960  | 1961  | 1963  | 1965  | 1967  | 1969  | 1971  | 1973  | 1975  | 1977  | 1979  | 1981  | 1983  | 1985  | 1987  | 1989  | 1991  | 1993  | 1995  | 1997  | 1999  | 2001  | 2003  | 2005  | 2007  | 2009  | 2010  |
| -------------- | ----- | ----- | ----- | ----- | ----- | ----- | ----- | ----- | ----- | ----- | ----- | ----- | ----- | ----- | ----- | ----- | ----- | ----- | ----- | ----- | ----- | ----- | ----- | ----- | ----- | ----- | ----- |
| 暴力案件发生率 | 160.9 | 158.1 | 168.2 | 200.2 | 253.2 | 328.7 | 396.0 | 417.4 | 487.8 | 475.9 | 548.9 | 594.3 | 537.7 | 556.6 | 609.7 | 663.1 | 758.2 | 747.1 | 684.5 | 611.0 | 523.0 | 504.5 | 475.8 | 469.0 | 472.0 | 429.4 | 403.6 |
| 谋杀案发生率   | 5.1   | 4.8   | 4.6   | 5.1   | 6.2   | 7.3   | 8.6   | 9.4   | 9.6   | 8.8   | 9.8   | 9.8   | 8.3   | 8.0   | 8.3   | 8.7   | 9.8   | 9.5   | 8.2   | 6.8   | 5.7   | 5.6   | 5.7   | 5.6   | 5.7   | 5.0   | 4.8   |
| 财物案件发生率 | 1,726 | 1,747 | 2,012 | 2,249 | 2,736 | 3,351 | 3,769 | 3,737 | 4,811 | 4,602 | 5,017 | 5,264 | 4,637 | 4,650 | 4,940 | 5,078 | 5,140 | 4,740 | 4,591 | 4,316 | 3,744 | 3,658 | 3,591 | 3,432 | 3,277 | 3,036 | 2,941 |

资料来源：美国司法调查局（2004），联邦调查局（2010）
从20世纪60年代初年到20世纪90年代初年，美国的暴力犯罪和财产犯罪都呈上升趋势，从20世纪90年代初开始下降。

## 对犯罪嫌疑人和犯罪受害者的统计

### 对犯罪嫌疑人的统计

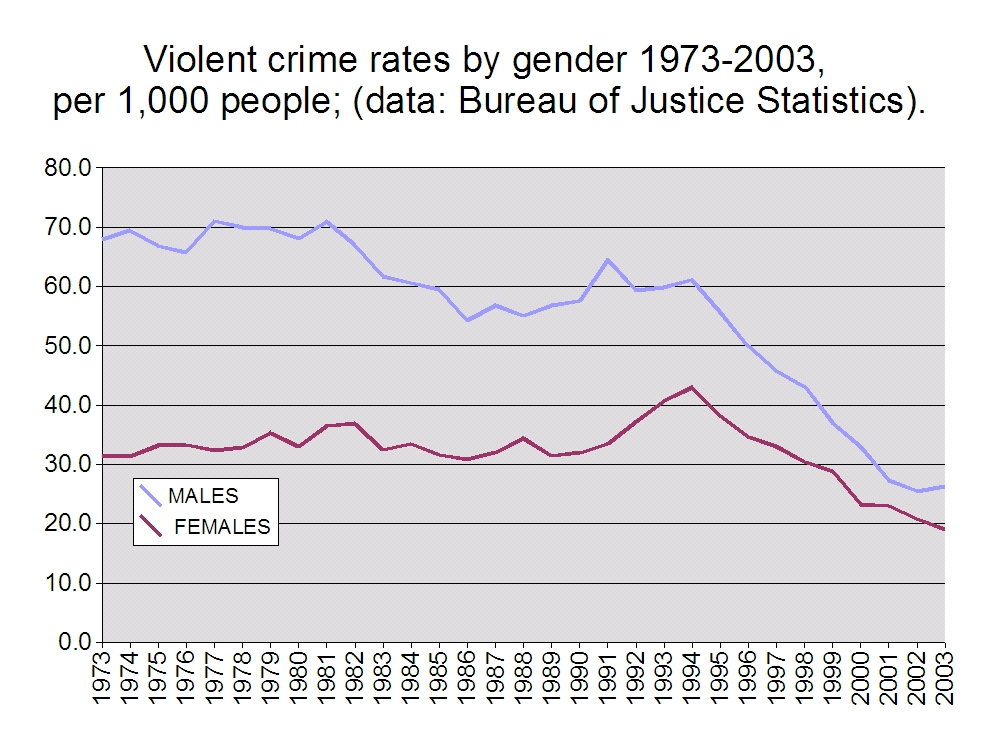
1973年-2003年美国不同性别的人的暴力犯罪率统计。

在美國被捕者年齡

根据2008年美国联邦调查局发布的《统一犯罪报告》，对强奸案和性侵害案犯罪分子的调查中，有65.2%的是白人，32.2%的是黑人（注意，這並不代表白人犯罪率高於黑人，相反黑人犯罪比例高於白人數倍，因為美國白人佔人口 53%黑人佔人口： 13%），印度裔和亚裔加起来不到1%。
根据美国司法统计局2008年发布的《警方和犯罪案件受害者报告的犯罪案件统计》，仇恨罪行的罪犯所占比例最大的是白人，占61%，仇恨罪行的受害者中所占比例最大的为黑人，占72.9%。

### 对犯罪案件受害者的统计

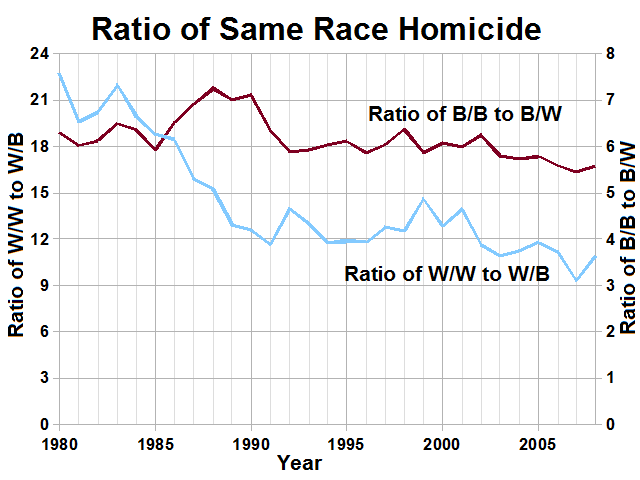
这张图片显示了白人和黑人的凶杀案受害者各自占自己族群的比例。资料来源：美国司法统计局

对美国犯罪案件研究发现，经济上处于不利地位的人、25岁以上的人，非白人更容易易成为犯罪分子下手的对象。
在种族方面，在2005年，2.7%的非洲裔美国人成为暴力案件的受害者，比白人的2.0%略高，2004年时，非洲裔美国人占美国总人口的13.4%，但是2005年有49%的谋杀案受害者是非洲裔美国人。对性侵害案件的统计发现，美国白人和非洲裔美国人成为性侵害受害者的可能性大致相同。
对不同性别的人的分析发现，男人更有可能成为犯罪件的受害者，79%的谋杀案的受害者为男性。
对不同收入的人群统计显示，2008年时年收入低于15,000美元的人更容易成为破门盗窃案的受害者。
在年龄方面，25岁以上的人更容易成为犯罪案件（特别是暴力犯罪案件）的受害者，但是，随着年龄的增长成为财产犯罪受害者的机会比成为暴力犯罪的受害者的机会大幅度下降。

## 对美国囚犯的统计
2006年时美国服刑的人数有700万人，他们被关押、服缓刑或假释，其中220万人被关押，居世界首位。在2002年时，93.2%的囚犯是男性。

## 国际对比

### 谋杀案
| 国家                     | 爱尔兰 | 德国 | 荷兰 | 挪威 | 英国 | 法国 | 加拿大 | 美国 | 俄罗斯 | 委内瑞拉 | 萨尔瓦多 | 洪都拉斯 |
| ------------------------ | ------ | ---- | ---- | ---- | ---- | ---- | ------ | ---- | ------ | -------- | -------- | -------- |
| 谋杀案发生率（每10万人） | 1.3    | 0.9  | 1.0  | 0.5  | 1.4  | 1.6  | 1.9    | 4.8  | 13     | 48       | 65       | 78       |
| 年份                     | 2010   | 2007 | 2007 | 2006 | 2000 | 2004 | 2004   | 2010 | 2010   | 2010     | 2010     | 2010     |

和同等富裕的德国、荷兰、英国、挪威、加拿大相比，美国的谋杀案发生率比它们高得多，但是同没有美国发达的俄罗斯、委内瑞拉、萨尔瓦多、洪都拉斯相比，美国的谋杀案发生率比它们要低。

### 暴力犯罪案
由于美国的暴力犯罪案只包括严重袭击，加拿大的暴力犯罪案的包含范围比美国广，美国的一份政府研究报告认为将两个国家相比是不恰当的。

### 财产犯罪案

美国司法统计局所作的美国与一些国家的财产犯罪案发生率对比（分母为每1000人）。

根据2004年美国司法统计局所作的统计显示，美国的入室盗窃案的发生率1981年—1991年与苏格兰、英格兰、加拿大等地区和国家要差不多，一直都比澳大利亚要低，一直比瑞典和瑞士要高。

## 犯罪案件的地域分布
在美国，犯罪率会随着地理位置的不同而有着巨大的不同，有些司法管辖区几乎没有严重犯罪案件，有的司法管辖区（特别是那些工业化程度较高的地区）却被数目比较多的严重犯罪案件所困扰。凶杀案的发生率是一个很好的例子。2004年新奥尔良警察局报告的凶杀案发生率比任何其他司法管辖区的凶杀案发生率都要高，为每10万人中有56.0起凶杀案，这是全国平均水平的10倍。相反，在2005年《福布斯杂志》列出的位于纽约市郊区的长岛，它是美国最富有的地区之一，每10万居民只有2.042件犯罪案件，连美国平均犯罪率的一半都不到。
弗吉尼亚州的费尔法克斯郡是全美国各个司法管辖区中凶杀案发生率率最低的。 2004年，费尔法克斯郡的凶杀率是每10万人发生0.3起凶杀案，比全国平均凶杀案发生率低94.5%，是费城凶杀率的1/145。

### 各个州
| 不足100 >100-200 >200-300 >300-400 | >400-500 >500-600 >600-700 >700-800 | 超過800 |

2004年时，美国各个州每10万人中暴力犯罪率的统计。
不足100
>100-200
>200-300
>300-400
>400-500
>500-600
>600-700
>700-800
超過800

各个州的暴力犯罪率差别很大，总体而言，美国南部各个州的犯罪率比北部各个州要高。新英格兰的州被认为有最低的犯罪率，不管是暴力犯罪率、财产犯罪率和凶杀案发生率。美国司法统计局通过对美国联邦调查局每年发布的《统一犯罪报告》研究表明，从1989年到2010年，路易斯安那州的凶杀案发生率一直居全美国首位。
大部分在全美国平均家庭收入排名前20州，其中包括北方、中西部和西部的州的犯罪率低于全国平均水平。而大部分平均家庭收入在全国排名靠后州的犯罪率则高于全国平均水平。也有平均家庭收入在全国排名靠后州，如缅因州和肯塔基州的犯罪率低于全国平均水平，而美国最富有的州之一——马里兰州，犯罪率却高于全国平均水平。

### 各个市
美国最大的20个城市的犯罪率比全国的平均犯罪率要高，不过着重说明的是这些城市的犯罪率包含了郊区，并且只包含了警察局所包含的数据，可能同实际情况有差异。
2007年时，美国一些大城市每100,000人中的犯罪案件发生率如下表：
资料来源：美国联邦调查局的《统一犯罪报告》